# Frénouville
Frénouville ist eine französische Gemeinde mit 2.022 Einwohnern (Stand: 1. Januar 2022) im Département Calvados in der Region Normandie. Sie gehört zum Arrondissement Caen und zum Kanton Troarn.

## Geografie
Frénouville liegt etwa zehn Kilometer südöstlich von Caen. Umgeben wird Frénouville von den Nachbargemeinden Cagny im Norden, Émiéville im Nordosten, Vimont im Osten, Bellengreville im Osten und Süden, Bourguébus im Südwesten, Soliers im Südwesten und Westen sowie Grentheville im Westen und Nordwesten.
Durch die Gemeinde führen die Autoroute A813 und die frühere Route nationale 13 (heutige D613).

## Bevölkerungsentwicklung
| Jahr          | 1962 | 1968 | 1975 | 1982 | 1990 | 1999 | 2006 | 2019 |
| Einwohner     | 585  | 741  | 938  | 1124 | 1266 | 1478 | 1593 | 1970 |
| Quelle: INSEE |      |      |      |      |      |      |      |      |

## Sehenswürdigkeiten
- Kapelle von Le Poirier